# Lee Ho-suk
Lee Ho-suk (이호석, ur. 25 czerwca 1986) – południowokoreański łyżwiarz szybki specjalizujący się w short tracku. Pięciokrotny medalista olimpijski.
Igrzyska w Turynie były jego pierwszą olimpiadą. W dwóch konkurencjach indywidualnych zajmował drugie miejsce - wyprzedził go rodak Ahn Hyun-soo. Wspólnie zostali mistrzami olimpijskimi w sztafecie. Na kolejnych igrzyskach w Vancouver Lee zdobył dwa srebrne medale: indywidualnie w biegu na 1000 m oraz w sztafecie na 5000 m. 
Lee Ho-suk jest wielokrotnym medalistą mistrzostw świata, w 2009 triumfował w wieloboju. Przez trzy lata z rzędu był również mistrzem świata juniorów (2003-2005).